# 말레이 인종
말레이 인종은 구식 인종 개념 중 하나로, 요한 프리드리히 블루멘바흐가 처음 5가지 인종의 하나로 분류하였다. 피부색에 기반하여 갈색 인종이라는 대분류에 포함되었다. 이후 말레이인이라는 말은 20세기 초까지 오스트로네시아인들을 통틀어 가리키는 말로도 쓰였다. 말레이 제도를 어원으로 하였으며, 말레이시아, 인도네시아, 필리핀, 브루나이 등 동남아시아 각지의 민족을 포함하였다. 민족 분류로서의 말레이인과는 다른 개념이다. 현대에는 유효한 개념으로서 받아들여지지 않는다.

## 같이 보기
- 동인도 제도
- 말레이인
- 말레이권
- 누산타라 (용어)
- 순다돈트